# Diego Buonanotte
Diego Mario Buonanotte Rende (Teodelina, Santa Fe, Argentina, 19 de abril de 1988) es un futbolista argentino nacionalizado chileno. Juega como mediapunta en Deportes Temuco de la Primera B de Chile.
Hizo todas las divisiones inferiores en River Plate (vistió por alrededor de 5 años la camiseta blanca con la banda roja). Fue parte del plantel campeón del torneo Clausura 2008, dirigido por Diego Simeone. Debutó oficialmente a los 18 años, el 9 de abril de 2006. Se caracteriza por su velocidad y regate, aunque también tiene buen remate, lo cual combinado lo convierte en un jugador peligroso.
En el plano internacional, la carrera de Buonanotte dentro de la Selección Argentina fue corta. En 2005 disputó en Venezuela el Campeonato Sudamericano Sub-17. Además, formó plantel del equipo que en los Juegos Olímpicos de Pekín 2008 ganó la medalla de oro, convirtiendo un gol de tiro libre en la fase de grupos.

## Trayectoria

### River Plate (2006-2011)
Se inició en las inferiores de Club Renato Cesarini. De allí pasó a River Plate. Hizo su debut en Primera División a la edad de 17 años, el 9 de abril del 2006, en la victoria de su equipo River Plate frente a Instituto por 3 a 1, entrando como reemplazo de Gonzalo Higuaín. Ese sería el único partido que disputaría en esa temporada. En 2007, el entonces director técnico del club, Daniel Passarella, comenzó a hacerlo jugar más tiempo de titular en los partidos del torneo argentino. Incluso disputó el Superclásico contra Boca Juniors, en el que cumplió una destacada actuación. Marcó su primer gol contra Rosario Central en el minuto 29 del segundo tiempo, el 30 de septiembre .
Esa temporada disputaría un total de 25 partidos a nivel nacional, marcando once goles y consagrándose campeón del Torneo Clausura 2008. Anotó los dos goles que le dieron la victoria a su equipo frente a Olimpo por 2-1 en la penúltima fecha, asegurando el título. Además, consiguió otros 7 tantos que fueron fundamentales para la consagración de su equipo. En el ámbito internacional disputó la Copa Sudamericana 2007 (dos partidos, sin goles) y la Copa Libertadores 2008 (seis partidos, dos goles), quedando su equipo eliminado en semifinales y octavos de final respectivamente. En 2008, continuó su carrera en River Plate disputando el Torneo Apertura 2008. Anotó su primer gol del torneo frente a Racing a los 19 minutos del partido por la octava fecha. En Teodelina, su localidad natal, se organizó en enero de 2009 la primera edición de la Copa Diego Buonanotte, en el estadio del Teodelina Foot Ball Club.
En el torneo siguiente en la 5ª fecha del Torneo Apertura 2010 marcó un gol a Vélez Sarsfield empatando el partido pese a que luego Vélez Sarsfield terminaría ganando el partido por 2-1. El 23 de octubre en la 12.ª fecha, River perdía de local ante Racing, ingresó en el segundo tiempo y marcó el gol del empate a los 45 segundos aproximadamente. El 14 de enero se llegó a un acuerdo entre el Málaga CF y River Plate por el 85% del pase del jugador a un precio de 4,5 millones de euros. Sin embargo, seguiría jugando en calidad de cedido en River Plate hasta junio de 2011 cuando terminara el Torneo Clausura 2011. En ese torneo, tras pocas semanas de su traspaso al Málaga, River Plate descendió a la B Nacional por primera vez en su historia.

### Málaga C. F. (2011-2013)

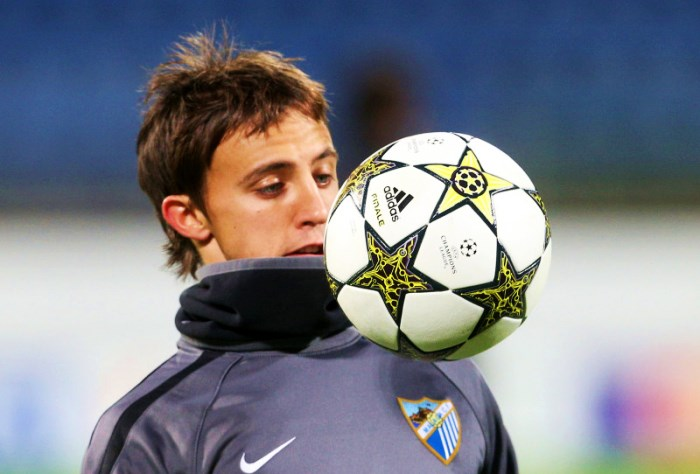
Buonanotte en el Málaga.

En verano de 2011 se incorpora a las filas del Málaga. El 21 de diciembre de 2011 marcó su primer gol oficial en España, un importante tanto de falta directa en la Copa del Rey contra el Getafe C.F., en el minuto 88, que clasificaba al equipo malaguista para octavos de final.
En la temporada 2012-2013 había logrado 4 goles con la casaca blanquiazul, anotando un tanto en Champions, ante el Zenit ruso, otro ante el Fútbol Club Barcelona en Liga, y 2 en la Copa del Rey, en la goleada del Málaga 4-1 sobre el SD Eibar. Tras una trayectoria, en conjunto, irregular en el Málaga, con poca participación en el equipo y tan solo una temporada y media después de haber llegado al club, el jugador es traspasado en el mercado de invierno de 2013. En total, marcó 5 goles con la camiseta de Málaga, uno en la temporada 2011/12 y cuatro en la 2012/13.

### Granada C. F. y CF Pachuca (2012-2014)
El 31 de enero de 2013 el Granada CF compra a Buonanotte por 2,3 millones de euros, firmando un contrato por cuatro temporadas y media. Debuta el 2 de febrero de 2013 en el partido que enfrentaría al Granada C.F. frente al Real Madrid C. F. en el Estadio Nuevo Los Cármenes contribuyendo a la victoria por 1 a 0 del equipo local. El 18 de mayo de 2013 Buonanotte marca su primer gol con la camiseta del Granada fue en la goleada 3-0 al Osasuna él fue un remate con la izquierda desde fuera del área por el lado derecho de la portería, consiguiendo un año más la salvación en primera. Paso fugaz realizó por el Club de la Liga de España.
El 27 de agosto de 2014, se anuncia que Buonanotte jugará con el CF Pachuca de la Liga MX de México en calidad de cedido.

### Quilmes y AEK Atenas (2015-2016)
Tras su mala salida en el CF Pachuca, el Enano ve con buenos ojos regresar a su país y jugar en algún club argentino. Los primeros interesados fueron Rosario Central y Newell´s Old Boys, pero las negociaciones no trascendieron. Y allí apareció Quilmes y, luego de unos días de negociaciones, finalmente firma contrato y jugará los próximos seis meses en la institución Cervecera. Su primer gol sería un 22 de febrero de 2015, por la 2° (segunda) fecha del Torneo de Primera División, casualmente, ante el club que lo vio nacer, River Plate, en el Estadio Monumental de Nuñez; en el cual empataron 2 a 2 con goles de Teófilo Gutiérrez, Leonardo Ponzio, Diego Buonanotte y Sebastian Romero.
Tras más de un mes sin tener equipo, el 13 de agosto de 2015 firma con el AEK Atenas de Grecia, y aunque aun tenía contrato con el Granada CF hasta 2017, se hizo oficial su traspaso a la Superliga de Grecia.

### Universidad Católica (2016-2022)
Tras su participación en el equipo griego, arriba en el mes de julio a la Universidad Católica como refuerzo para el Torneo Apertura 2016 de Chile, y la participación del equipo en la Copa Sudamericana 2016. Debuta frente a O'Higgins de Rancagua, partido en el cual fue expulsado solo 10 minutos después de ingresar a la cancha. Marca su primer gol en la derrota de la UC contra Santiago Wanderers, por 1-2. La fecha siguiente tiene una gran actuación en el clásico contra la Universidad de Chile, marcando el segundo gol en la victoria por 3 a 0 de visita. En la sexta fecha del torneo, Diego convierte su tercer gol consecutivo en el cuadro cruzado en la victoria 3-1 sobre Everton. En la octava fecha del torneo, el Enano convierte su cuarto gol con la camiseta Cruzada en la victoria de su cuadro ante Huachipato por 2-1. En la duodécima fecha marcara 2 goles en la goleada de su equipo por 5-1 a Deportes Antofagasta y otros dos goles en contra de Deportes Iquique, rival directo por la disputa del torneo. Finalmente termina consagrándose campeón del Torneo Apertura 2016 de Chile y es escogido como el mejor jugador del torneo.
Tras el retorno de los torneos largos, celebró el título de Primera División 2018. Al año siguiente, ganó la Supercopa de Chile 2019, y a fines de temporada nuevamente festejó un bicampeonato al quedarse con la copa de la Primera División 2019. En febrero de 2021, se celebró un tricampeonato con Universidad Católica al ganar el campeonato Primera División 2020. El 21 de marzo de 2021, junto al cuadro cruzado se coronó campeón de la Supercopa 2020, tras ganarle a Colo Colo por 4 a 2. A finales de ese año, disputó con el club la final de la Supercopa 2021 frente a Ñublense, la cual se definió en tanda de penales, pese a perder su penal, la UC se coronó tricampeón de está competencia. También la institución se coronó tetracampeón del torneo nacional, tras ganar las ediciones 2018, 2019, 2020 y 2021, Buonanotte formó parte de todos los torneos y esta nueva estrella se convirtió en su noveno título con la franja.

### Sporting Cristal
El día 5 de julio Universidad Católica confirmó el traspaso de Buonanotte al Sporting Cristal de Perú hasta la finalización de la temporada 2023.

### Equipos chilenos
En enero de 2023 fue anunciado su regreso a Chile, esta vez para defender los colores de Unión La Calera de la Primera División. Permaneció en el elenco "cementero" durante toda la temporada 2023, registrando 3 goles y 6 asistencias en 30 partidos jugados.
El 22 de enero de 2024, el Club Deportivo O'Higgins anunció el fichaje de Buonanotte con contrato por un año. Convirtió su primer gol con el equipo rancagüino el 7 de abril de 2024, en el triunfo 3-2 sobre Unión La Calera por la fecha 7 del Campeonato Nacional 2024.Tras un mes de negociación, el 6 de febrero de 2025, es anunciado su fichaje por el Club de Deportes Temuco de la Primera B.

## Selección nacional

### Selecciones menores
Integró el equipo de la selección argentina para el Campeonato Sudamericano Sub-16 de 2004 de Paraguay. Ingresó en los cinco partidos como suplente, sin anotar goles, y su selección quedó eliminada en semifinales.
Disputó el Campeonato Sudamericano Sub-17 de 2005 de Venezuela. Tuvo la titularidad en el primer encuentro, pero luego quedó relegado al banco de suplentes, ingresando en otros dos partidos. No anotó goles, y el equipo quedó eliminado en la primera fase.
Fue convocado por Sergio Batista para disputar en Francia el Torneo Esperanzas de Toulon 2009. En el partido por el tercer lugar del torneo en comento, anota el único gol del encuentro y a la postre el gol del triunfo de la Selección Argentina. El gol se concreta por medio de un tiro libre, al minuto 80', cuando la barrera holandesa abre un hueco permitiendo que el balón pase y se incruste por abajo, cerca del palo lejano del arquero, en un partido muy aguerrido, trabado y desordenado (hubo 2 expulsiones, una por equipo, en el primer tiempo del cotejo) en contra del seleccionado Holandés. Fue uno de los dos goleadores del torneo y además, fue elegido como el mejor jugador de la competición.
Fue convocado por Sergio Batista para defender el oro en los Juegos Olímpicos de Pekín 2008. Sólo disputó un partido, en la fase de grupos, con la clasificación asegurada. Fue contra Serbia, partido en el que anotó un gol de tiro libre (el segundo de su equipo). Allí obtuvo la medalla de oro, logrando su primer título internacional.
| 1 | Estadio de los Trabajadores, China. | Serbia       | 2-0 | 2-0 | Juegos Olímpicos de Pekín 2008      |
| 2 | Estadio Mayol, Francia.             | Países Bajos | -   | 4-0 | Torneo Esperanzas de Toulon de 2009 |
| 3 | Estadio Saulnier, Francia.          | Egipto       | -   | 3-2 | Torneo Esperanzas de Toulon de 2009 |
| 4 | Estadio Mayol, Francia.             | Francia      | -   | 1-1 | Torneo Esperanzas de Toulon de 2009 |
| 5 | Estadio Mayol, Francia.             | Países Bajos | -   | 1-0 | Torneo Esperanzas de Toulon de 2009 |

### Participaciones con la selección
| Torneo                      | Sede      | Resultado     |
| --------------------------- | --------- | ------------- |
| Sudamericano Sub-16 2004    | Paraguay  | Semifinales   |
| Sudamericano Sub-17 2005    | Venezuela | Primera fase  |
| Juegos Olímpicos Pekín 2008 | China     | Campeón       |
| Esperanzas de Toulon 2009   | Francia   | Tercer puesto |

## Estadísticas

### Clubes
| Club                         | Div.          | Temporada     | Liga  | Liga  | Liga   | Copas nacionales | Copas nacionales | Copas nacionales | Copas internacionales | Copas internacionales | Copas internacionales | Total | Total | Total  |
| Club                         | Div.          | Temporada     | Part. | Goles | Asist. | Part.            | Goles            | Asist.           | Part.                 | Goles                 | Asist.                | Part. | Goles | Asist. |
| ---------------------------- | ------------- | ------------- | ----- | ----- | ------ | ---------------- | ---------------- | ---------------- | --------------------- | --------------------- | --------------------- | ----- | ----- | ------ |
| River Plate Argentina        | 1.ª           | 2006-07       | 1     | 0     | 1      | —                | —                | —                | 2                     | 0                     | 0                     | 3     | 0     | 0      |
| River Plate Argentina        | 1.ª           | 2007-08       | 25    | 11    | 3      | —                | —                | —                | 10                    | 0                     | 2                     | 35    | 11    | 4      |
| River Plate Argentina        | 1.ª           | 2008-09       | 31    | 3     | 2      | —                | —                | —                | 5                     | 1                     | 0                     | 36    | 4     | 3      |
| River Plate Argentina        | 1.ª           | 2009-10       | 23    | 9     | 4      | —                | —                | —                | —                     | —                     | —                     | 23    | 9     | 4      |
| River Plate Argentina        | 1.ª           | 2010-11       | 26    | 2     | 2      | —                | —                | —                | —                     | —                     | —                     | 26    | 2     | 2      |
| River Plate Argentina        | Total         | Total         | 106   | 25    | 11     | —                | —                | —                | 17                    | 1                     | 2                     | 123   | 26    | 13     |
| Málaga · España              | 1.ª           | 2011-12       | 15    | 0     | 0      | 4                | 1                | 0                | —                     | —                     | —                     | 19    | 1     | 0      |
| Málaga · España              | 1.ª           | 2012-13       | 8     | 1     | 4      | 5                | 2                | 2                | 3                     | 1                     | 1                     | 15    | 4     | 7      |
| Málaga · España              | Total         | Total         | 23    | 1     | 4      | 9                | 3                | 2                | 3                     | 1                     | 1                     | 35    | 5     | 7      |
| Granada · España             | 1.ª           | 2012-13       | 15    | 1     | 1      | —                | —                | —                | —                     | —                     | —                     | 15    | 1     | 1      |
| Granada · España             | 1.ª           | 2013-14       | 24    | 0     | 1      | 1                | 0                | 0                | —                     | —                     | —                     | 25    | 0     | 1      |
| Granada · España             | Total         | Total         | 39    | 1     | 2      | 1                | 0                | 0                | 0                     | 0                     | 0                     | 40    | 1     | 2      |
| Pachuca · México             | 1.ª           | 2014          | 13    | 0     | 1      | —                | —                | —                | 1                     | 1                     | 1                     | 14    | 1     | 2      |
| Pachuca · México             | Total         | Total         | 13    | 0     | 1      | —                | —                | —                | 1                     | 1                     | 1                     | 14    | 1     | 2      |
| Quilmes Argentina            | 1.ª           | 2015          | 12    | 1     | 0      | 1                | 0                | 0                | —                     | —                     | —                     | 13    | 1     | 0      |
| Quilmes Argentina            | Total         | Total         | 12    | 1     | 0      | 1                | 0                | 0                | 0                     | 0                     | 0                     | 13    | 1     | 0      |
| AEK Atenas · Grecia          | 1.ª           | 2015-16       | 27    | 6     | 0      | 8                | 5                | 0                | —                     | —                     | —                     | 35    | 11    | 0      |
| AEK Atenas · Grecia          | Total         | Total         | 27    | 6     | 0      | 8                | 5                | 0                | 0                     | 0                     | 0                     | 35    | 11    | 0      |
| Universidad Católica · Chile | 1.ª           | 2016-17       | 27    | 11    | 7      | 6                | 1                | 4                | 8                     | 1                     | 4                     | 41    | 13    | 15     |
| Universidad Católica · Chile | 1.ª           | 2017-T        | 10    | 4     | 1      | 5                | 2                | 2                | —                     | —                     | —                     | 15    | 6     | 3      |
| Universidad Católica · Chile | 1.ª           | 2018          | 26    | 7     | 2      | 1                | 0                | 0                | —                     | —                     | —                     | 27    | 7     | 2      |
| Universidad Católica · Chile | 1.ª           | 2019          | 21    | 2     | 0      | 6                | 2                | 4                | 4                     | 0                     | 0                     | 31    | 4     | 4      |
| Universidad Católica · Chile | 1.ª           | 2020          | 24    | 0     | 8      | —                | —                | —                | 7                     | 1                     | 1                     | 31    | 1     | 9      |
| Universidad Católica · Chile | 1.ª           | 2021          | 19    | 2     | 3      | 5                | 1                | 0                | 3                     | 0                     | 0                     | 27    | 3     | 3      |
| Universidad Católica · Chile | 1.ª           | 2022          | 11    | 0     | 2      | 2                | 0                | 1                | 4                     | 0                     | 0                     | 17    | 0     | 3      |
| Universidad Católica · Chile | Total         | Total         | 138   | 26    | 23     | 25               | 6                | 11               | 26                    | 2                     | 5                     | 189   | 34    | 39     |
| Sporting Cristal · Perú      | 1.ª           | 2022          | 19    | 5     | 5      | —                | —                | —                | —                     | —                     | —                     | 19    | 5     | 5      |
| Sporting Cristal · Perú      | Total         | Total         | 19    | 5     | 5      | 0                | 0                | 0                | 0                     | 0                     | 0                     | 19    | 5     | 5      |
| Unión La Calera · Chile      | 1.ª           | 2023          | 30    | 3     | 6      | 1                | 0                | 0                | —                     | —                     | —                     | 31    | 3     | 6      |
| Unión La Calera · Chile      | Total         | Total         | 30    | 3     | 6      | 1                | 0                | 0                | 0                     | 0                     | 0                     | 31    | 3     | 6      |
| O'Higgins · Chile            | 1.ª           | 2024          | 26    | 2     | 1      | 1                | 0                | 0                | —                     | —                     | —                     | 27    | 2     | 1      |
| O'Higgins · Chile            | Total         | Total         | 26    | 2     | 1      | 1                | 0                | 0                | 0                     | 0                     | 0                     | 27    | 2     | 1      |
| Deportes Temuco · Chile      | 2.ª           | 2025          | 17    | 4     | 8      | 5                | 0                | 1                | —                     | —                     | —                     | 22    | 4     | 9      |
| Deportes Temuco · Chile      | Total         | Total         | 17    | 4     | 8      | 5                | 0                | 1                | 0                     | 0                     | 0                     | 22    | 4     | 9      |
| Total carrera                | Total carrera | Total carrera | 450   | 74    | 61     | 51               | 14               | 14               | 47                    | 5                     | 9                     | 548   | 93    | 84     |
| 1. 2. 3.                     |               |               |       |       |        |                  |                  |                  |                       |                       |                       |       |       |        |

### Resumen por competición
| Competición                      | Partidos | Goles | Asistencias | G y A |
| -------------------------------- | -------- | ----- | ----------- | ----- |
| Primera División de Argentina    | 118      | 26    | 11          | 37    |
| Primera División de México       | 13       | 0     | 1           | 1     |
| Primera División de España       | 62       | 2     | 6           | 8     |
| Primera División de Chile        | 194      | 31    | 30          | 61    |
| Primera División de Perú         | 19       | 5     | 5           | 10    |
| Superliga de Grecia              | 27       | 6     | 0           | 6     |
| Primera B de Chile               | 17       | 4     | 8           | 12    |
| Copa del Rey                     | 10       | 3     | 2           | 5     |
| Copa Argentina                   | 1        | 0     | 0           | 0     |
| Copa de Grecia                   | 8        | 5     | 0           | 5     |
| Copa Chile                       | 27       | 5     | 10          | 15    |
| Supercopa de Chile               | 5        | 1     | 2           | 3     |
| Copa Libertadores                | 27       | 2     | 4           | 6     |
| Copa Sudamericana                | 16       | 1     | 3           | 4     |
| Liga de Campeones de la UEFA     | 3        | 1     | 1           | 2     |
| Liga de Campeones de la Concacaf | 1        | 1     | 1           | 2     |
| Sudamericano Sub-16 2004         | 5        | 0     | 0           | 0     |
| Sudamericano Sub-17 2005         | 3        | 0     | 0           | 0     |
| Esperanzas de Toulon 2009        | 5        | 4     | 0           | 4     |
| Juegos Olímpicos Pekín 2008      | 1        | 1     | 0           | 1     |
| Total                            | 562      | 98    | 84          | 182   |

## Palmarés

### Títulos nacionales
| Título             | Equipo                    | País      | Año    |
| ------------------ | ------------------------- | --------- | ------ |
| Primera División   | River Plate               | Argentina | C-2008 |
| Copa de Grecia     | AEK Atenas                | Grecia    | 2016   |
| Supercopa de Chile | C.D. Universidad Católica | Chile     | 2016   |
| Primera División   | C.D. Universidad Católica | Chile     | A-2016 |
| Primera División   | C.D. Universidad Católica | Chile     | 2018   |
| Supercopa de Chile | C.D. Universidad Católica | Chile     | 2019   |
| Primera División   | C.D. Universidad Católica | Chile     | 2019   |
| Primera División   | C.D. Universidad Católica | Chile     | 2020   |
| Supercopa de Chile | C.D. Universidad Católica | Chile     | 2020   |
| Supercopa de Chile | C.D. Universidad Católica | Chile     | 2021   |
| Primera División   | C.D. Universidad Católica | Chile     | 2021   |

### Torneos internacionales
| Título           | Club                | País  | Año  |
| ---------------- | ------------------- | ----- | ---- |
| Juegos Olímpicos | Selección Argentina | Pekín | 2008 |

### Distinciones individuales
| Distinción                                                     | Año  |
| -------------------------------------------------------------- | ---- |
| Goleador del Torneo Esperanzas de Toulon                       | 2009 |
| Mejor jugador del Torneo Esperanzas de Toulon                  | 2009 |
| Mejor jugador del Torneo Apertura 2016 - As Chile y La Tercera | 2016 |
| Mejor Deportista Extranjero en Chile                           | 2016 |
| Premio Revista El Gráfico - ANFP: Mejor volante de creación    | 2018 |
| Parte del Equipo Ideal de El Gráfico Chile - ANFP del año 2018 | 2018 |

## Controversias

### Accidente de tránsito
El 26 de diciembre de 2009 sufrió un accidente con su auto Peugeot 307, donde viajaban él y tres amigos, en las cercanías de la localidad bonaerense de Arribeños. El accidente ocurrió a las 6:45 de la madrugada, cuando regresaban por la ruta 65 a Teodelina después de haber ido a una discoteca bonaerense. Esa mañana llovía y se accidentaron contra un árbol al lado de la ruta. No se saben las causas exactas del accidente, pero según los bomberos el propio Buonanotte dijo haber perdido el control del vehículo a causa de la gran cantidad de agua sobre la ruta, que se encontraba en muy malas condiciones.[cita requerida]
Debido al accidente sólo sobrevivió Buonanotte, quien conducía y era el único que llevaba el cinturón de seguridad puesto. Sólo sufrió fractura de clavícula y de húmero, mientras que sus tres amigos fallecieron casi en el acto. Buonanotte fue trasladado al Sanatorio San Martín de Venado Tuerto y luego a la clínica Los Arcos en Buenos Aires, Argentina, donde estuvo internado en terapia intensiva aunque fuera de peligro.[cita requerida]
Debido a lo acontecido fue acusado de imprudencia y negligencia de un triple crimen culposo, pero después fue absuelto.